# Roser Tarragó
Roser Tarragó Aymerich (Barcelona, 1993. március 25. — ) olimpiai ezüstérmes, világbajnok és kétszeres Európa-bajnok spanyol vízilabdázónő, jelenleg a CE Mediterrani klub játékosa.

## Eredmények

### Válogatottal

#### Spanyolország
- Európa-bajnokság: 6. helyezett (Zágráb, 2010)
- Európa-bajnokság: 5. helyezett (Eindhoven, 2012)
- Olimpiai játékok: Ezüstérmes (London, 2012)
- Világliga: 5. hely (Peking, 2013)
- Világbajnokság: Aranyérmes (Barcelona, 2013)
- Világliga: 5. hely (Kunsan, 2014)
- Európa-bajnokság: Aranyérmes (Budapest, 2014)
- Világkupa: Bronzérmes (Almati, 2014)
- Világbajnokság: 7. hely (Kazany, 2015)
- Európa-bajnokság: 4. hely (Belgrád, 2016)
- Világliga: Ezüstérmes (Sanghaj, 2016)
- Olimpiai játékok: 5. hely (Rio de Janeiro, 2016)
- Világbajnokság: Ezüstérmes (Kvangdzsu, 2019)
- Európa-bajnokság: Aranyérmes (Budapest, 2020)
- Olimpiai játékok: ezüstérmes (Tokió, 2020)